# 劳里托
劳里托（義大利語：Laurito），是意大利萨莱诺省的一个市镇。总面积19平方公里，人口883人，人口密度46.5人/平方公里（2009年）。ISTAT代码为065062。